# Het Bourgondisch complot

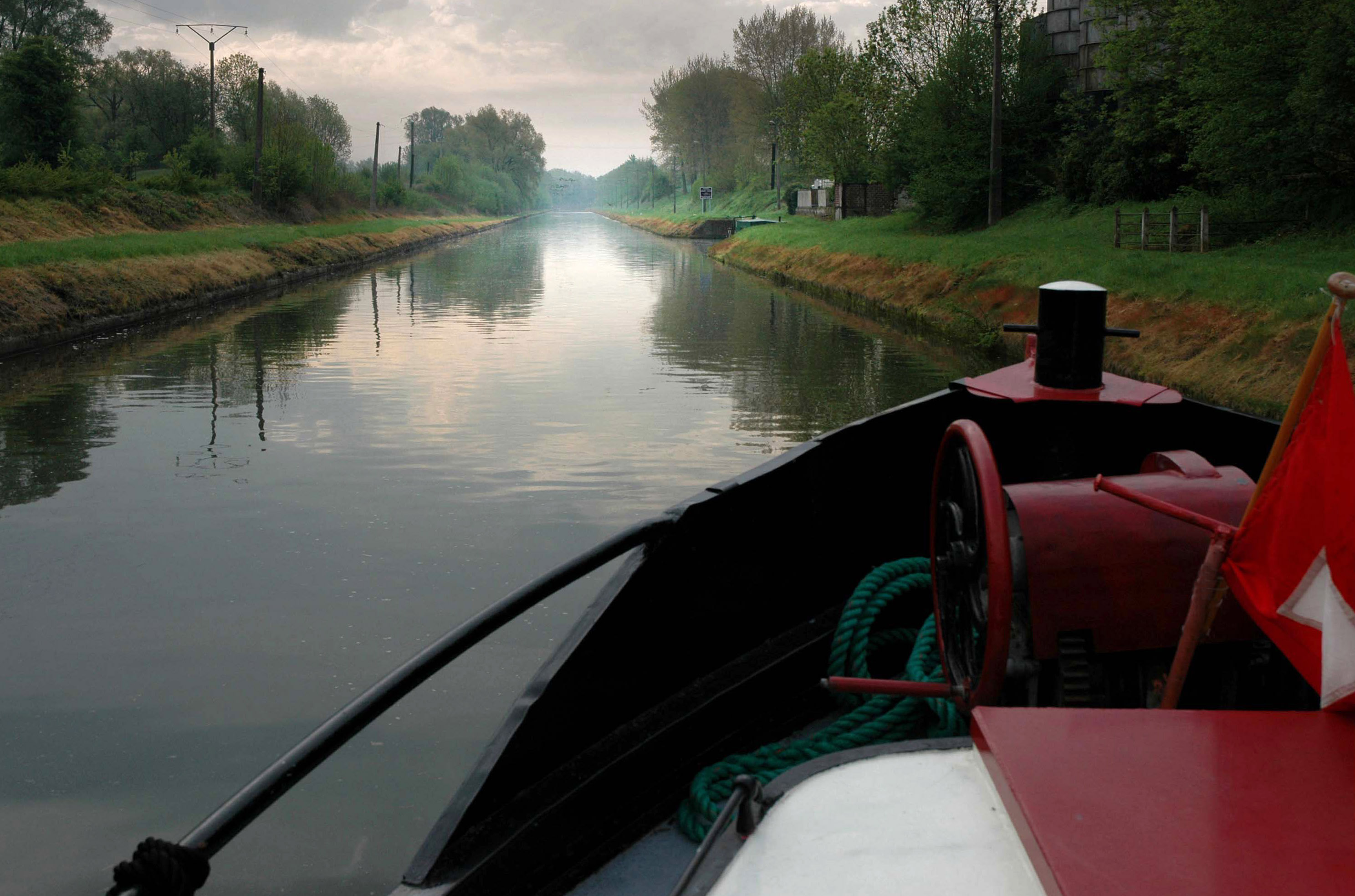
De Maria van Dam nadert de tunnel van Riqueval te Bellicourt (Aisne).

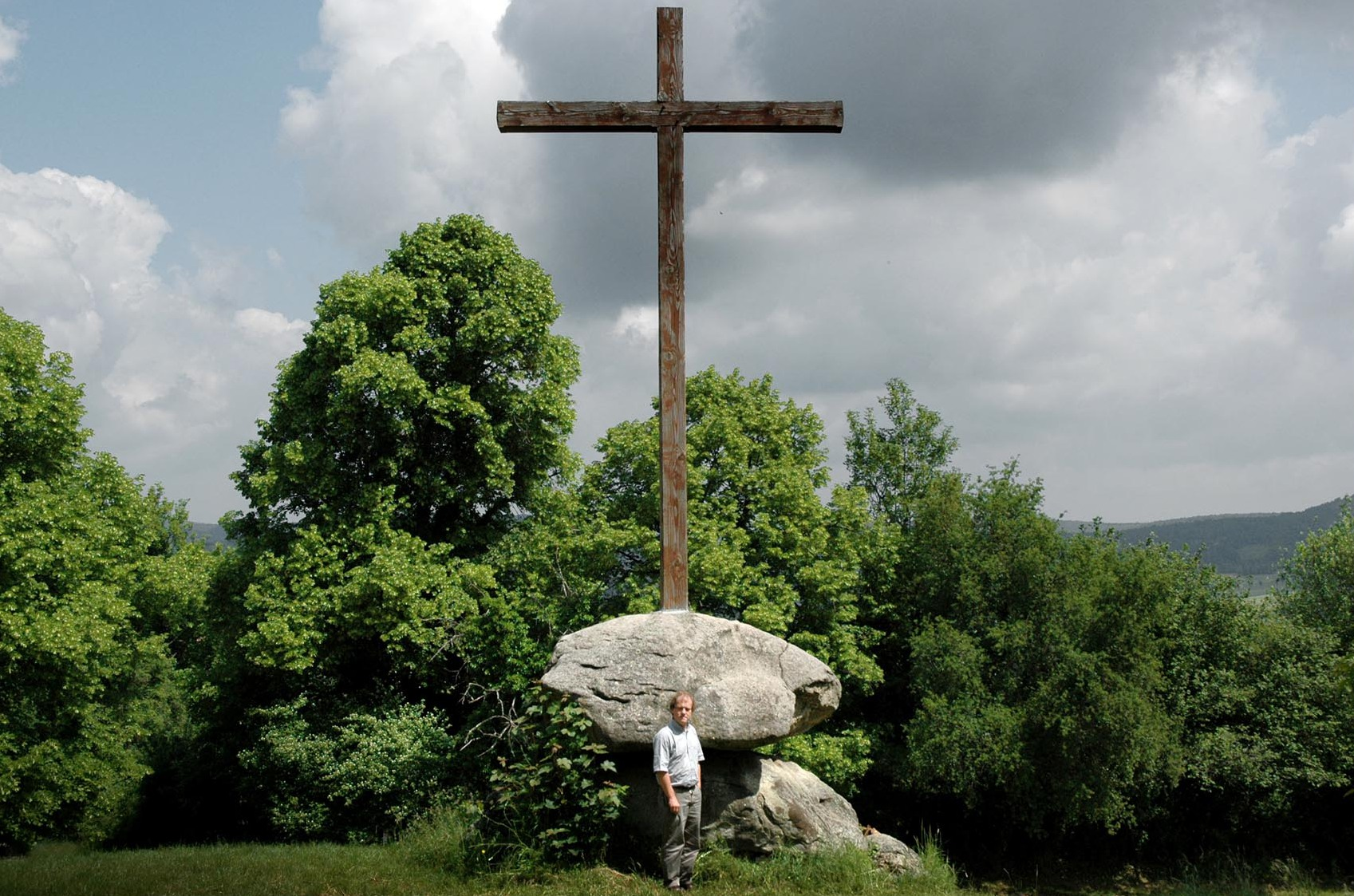
Kerkjurist Rik Torfs in Vézelay, op de plek waar in 1146 Bernardus van Clairvaux de 2de kruistocht predikte.

Het Bourgondisch complot was een televisieprogramma dat in 2005 op de Vlaamse zender Canvas werd uitgezonden. In het programma voer presentator en fotograaf Michiel Hendryckx vanuit Gent naar Bourgondië met een omgebouwd binnenvaartschip, de Maria van Dam. Eindpunt van de reis was Mâcon. Het schip was vernoemd naar een personage uit de novelle Het dwaallicht van Willem Elsschot. Het reisprogramma had 10 afleveringen en werd uitgezonden op vrijdagavond.
Het programma was geïnspireerd op de historische band tussen Vlaanderen en Bourgondië, die volgens de programmamakers begon toen Filips de Stoute, de hertog van Bourgondië, op 19 juni 1369 in Gent trouwde met Margaretha van Male.
In elke aflevering ontving Hendryckx een of meerdere gasten aan boord, die een stuk met hem meevoeren en onderweg met hem bezienswaardigheden of historische plekken bezochten. Dikwijls werd er naar de bezienswaardigheden gereisd met een Solex. Occasioneel nam de gast ook zelf het roer in handen.
Met zijn schip kwam Hendryckx langs enkele monumenten uit de Franse scheepvaart, zoals de tunnel van Riqueval, waar hij met een ketting-sleepboot werd doorgetrokken, de Kanaalbrug van Briare, en de tunnel van La Collancelle op het kanaal van Nivernais, waar hij de cabine van zijn schip moest ontmantelen door de beperkte hoogte onder de bruggen en in de tunnel.
De begintune van het programma is Main Titles van Rachel Portman uit de soundtrack van de film Chocolat. Aan het eind van iedere aflevering is het lied La Noyée van Carla Bruni te horen, terwijl er beelden te zien zijn van zwaaiende mensen langs de waterweg. Daarnaast is de prelude uit de eerste cellosuite van J.S. Bach dikwijls te horen. In de zesde aflevering ontmoet Hendryckx de cellist Bruno Cocset, die het stuk uitvoert.
Het Bourgondisch Complot werd gemaakt door het productiehuis Zie Ze Doen en de regie was in handen van Jan Matthys.
Het programma werd heruitgezonden in het voorjaar van 2009, ditmaal op de meer populaire zender één.

## Vaarroute
- Schelde: Gent - Doornik - Cambrai
- Kanaal van Saint-Quentin: Cambrai - Saint-Quentin - Chauny
- Oise: Chauny - Conflans-Sainte-Honorine
- Seine: Conflans-Sainte-Honorine - Parijs - Fontainebleau - Saint-Mammès
- Canal du Loing: Saint-Mammès - Montargis
- Canal de Briare: Montargis - Briare
- Canal latéral à la Loire: Briare - Decize
- Canal du Nivernais: Decize - Clamecy - Auxerre
- Yonne: Auxerre - Migennes
- Canal de Bourgogne: Migennes - Dijon - Saint-Jean-de-Losne
- Saône: Saint-Jean-de-Losne - Mâcon

## De gasten
In chronologische volgorde ontving Michiel Hendrickx volgende gasten aan boord.
- Paul Van Nevel
- Anna Luyten
- Patrick Riguelle & Chris Peeters
- Midas Dekkers
- Rik Torfs
- Frieda Van Wijck
- Herman Van Molle
- Kamagurka & Herr Seele
- Walter Prevenier